# جوني روبنسون (لاعب كرة قدم)
جوني روبنسون (بالإنجليزية: Johnny Robinson)‏ هو لاعب كرة قدم بريطاني، ولد في 18 فبراير 1936، وتوفي في يونيو 2019. لعب مع أولدهام أثلتيك.